# Dóval
Dóval (szlovákul: Donovaly) község Szlovákiában, a Besztercebányai kerületben, a Besztercebányai járásban. Az Alacsony-Tátra és a Nagy-Fátra közötti hágón fekszik. Népszerű téli és nyári sportközpont.

## Fekvése

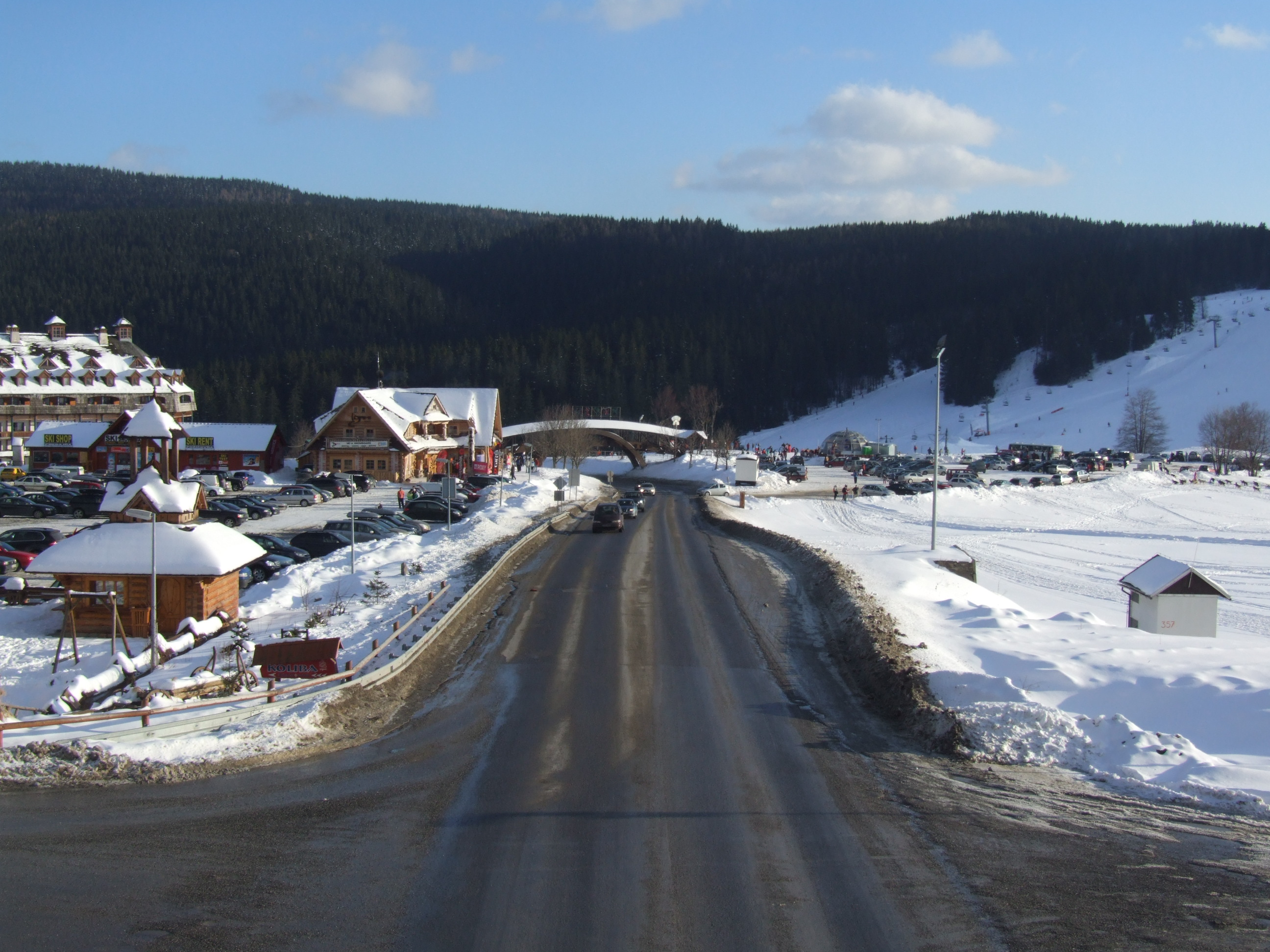
A hágó teteje az 59-es főúttal

Besztercebányától 26 km-re északkeletre, Rózsahegytől (Ružomberok) 26 km-re délre, az Alacsony-Tátra és a Nagy-Fátra közötti hágón fekszik, 960 méter magasan. A település képét meghatározza a Zólyom-csúcs (Zvolen), ami 1403 méter magasan, északi irányban tornyosul a falu fölé.

## Története
A falu egy 17. századi szénégető telep helyén, a 18. század elején, a besztercebányai bányaigazgatóság területén alakult ki. Csakhamar a környező szénégető települések központja lett. Oklevél először 1710-ben említi. Lakosai fakitermeléssel és kohászattal foglalkoztak.
A 18. század végén Vályi András így ír róla: „DONOVAL. Tót falu Zólyom Vármegyében, földes Ura a’ Bányászi Királyi Kamara, lakosai katolikusok, fekszik Motitskóhoz nem meszsze, ’s ennek filiája, határja meglehetős termésű.”
Fényes Elek 1851-ben kiadott geográfiai szótárában így ír a faluról: „Donoval, Zólyom m. tót falu, Liptó vármegye szélén: 149 kath. lak. Kath. paroch. templom, sovány föld; nagy erdő. F. u. a kamara. Ut. p. Besztercze.”
A trianoni diktátumig területe Zólyom vármegye Besztercebányai járásához tartozott.
A második világháború alatt partizánok központja volt, akik innen indultak kelet felé az Alacsony-Tátra gerincén. A 2000-es évek elején a síközpontban jelentős fejlesztések történtek: mindkét oldalon új síliftek létesültek, bővült a szolgáltatások köre, új szállodák és apartmanházak épültek.

## Népessége
| Év:            | 1994. | 2004.    | 2014.    | 2024.    |
| -------------- | ----- | -------- | -------- | -------- |
| Emberek száma: | 138   | 153      | 222      | 283      |
| Eltérés:       |       | +10,86 % | +45,09 % | +27,47 % |

| Év:            | 2023. | 2024. |
| -------------- | ----- | ----- |
| Emberek száma: | 283   | 283   |
| Eltérés:       |       | +0 %  |

1910-ben 996, túlnyomórészt szlovák lakosa volt.
2001-ben 162 lakosából 150 szlovák volt.
2011-ben 229 lakosából 158 szlovák.

## Közlekedés
A településen áthalad a fontos 59-es számú főút, amely összeköti Dél-Szlovákiát (és Magyarországot) az északi országrésszel és Lengyelországgal. Az út mind Besztercebánya, mind Rózsahegy felől igen kemény hegyi hágóút, dél felől 7 km-en át 12%-os emelkedővel visz fel a tetőpontra. Télen különösen sok az elakadás, keresztbefordulás, ezért gyakran csak téli gumi és hólánc használatával lehet megközelíteni.

## Turizmus

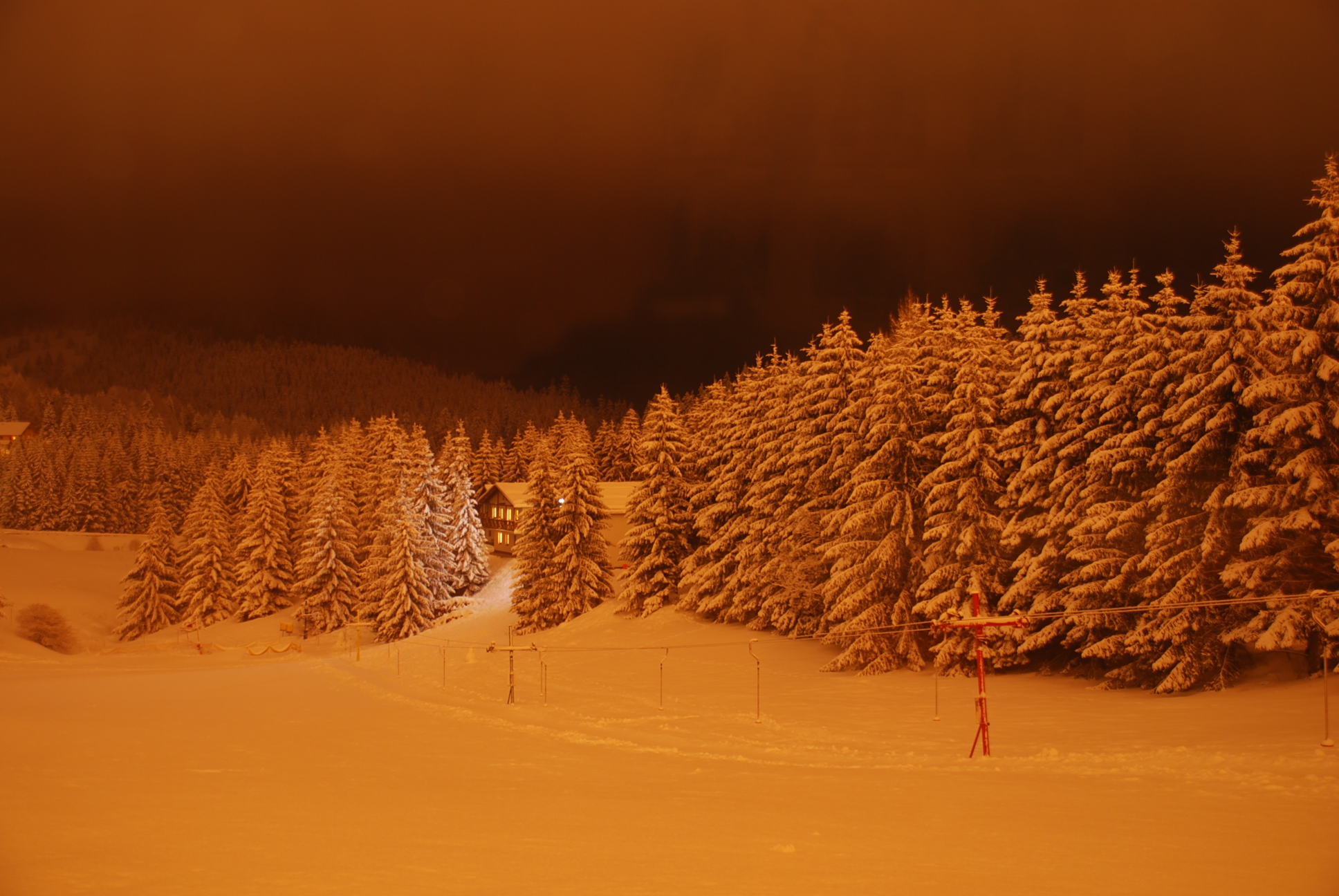
Dóval éjjel

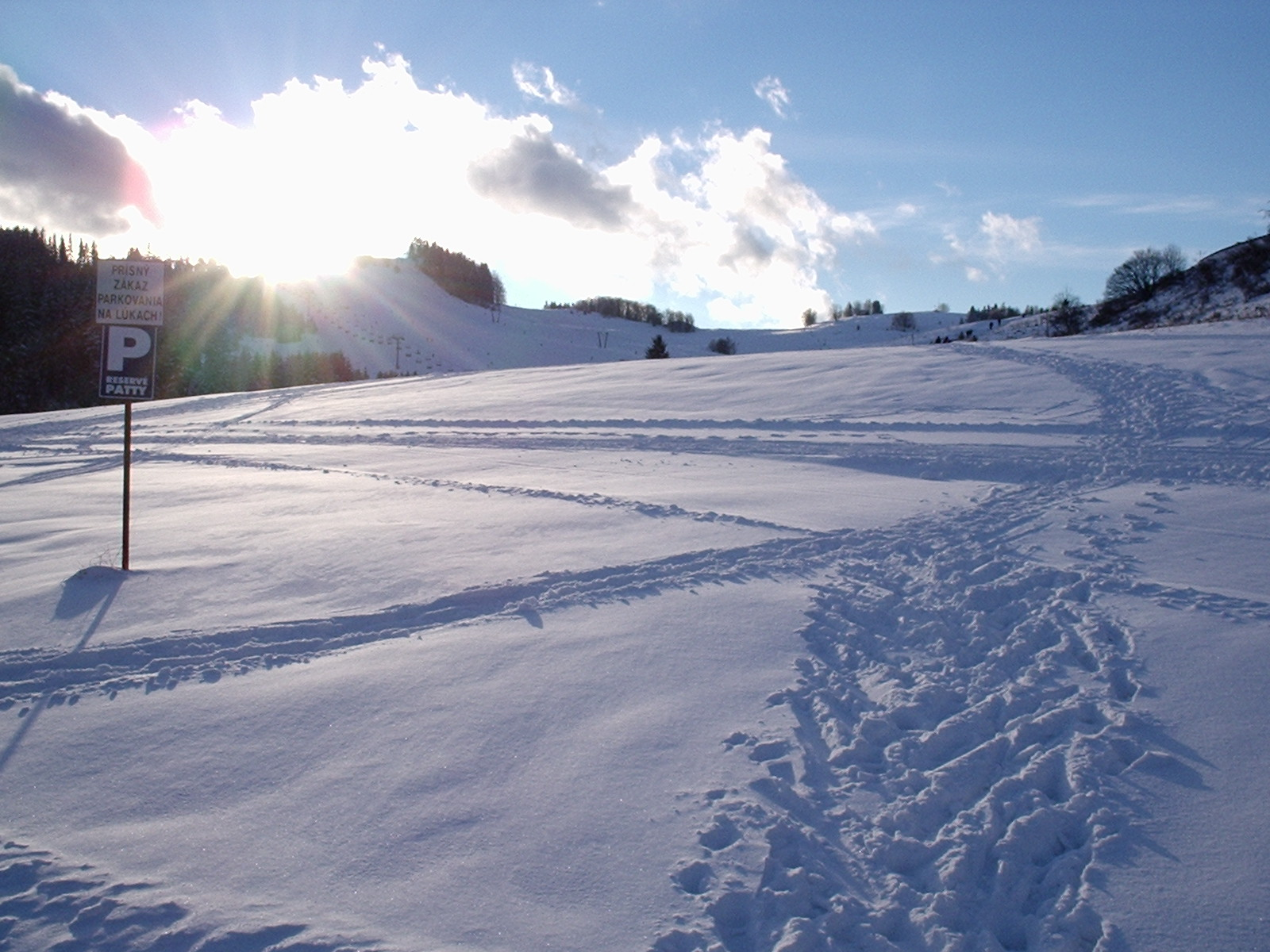
A hegy

A település a téli és nyári sportok, valamint a turisztika központja. A legnagyobb szlovákiai síközpontok egyike: 17 sílesiklópályával rendelkezik összesen kb. 11 km hosszan, melyekre 16 sífelvonó (ebből az egyik ülőszékes, egy másik hibrid rendszerű, azaz kabinos-ülőszékes) visz fel. A kezelt sífutópályák teljes hossza több mint 30 km.

## Nevezetessége
- Páduai Szent Antal tiszteletére szentelt római katolikus temploma 1825-ben épült klasszicista stílusban.